# Star Z-62

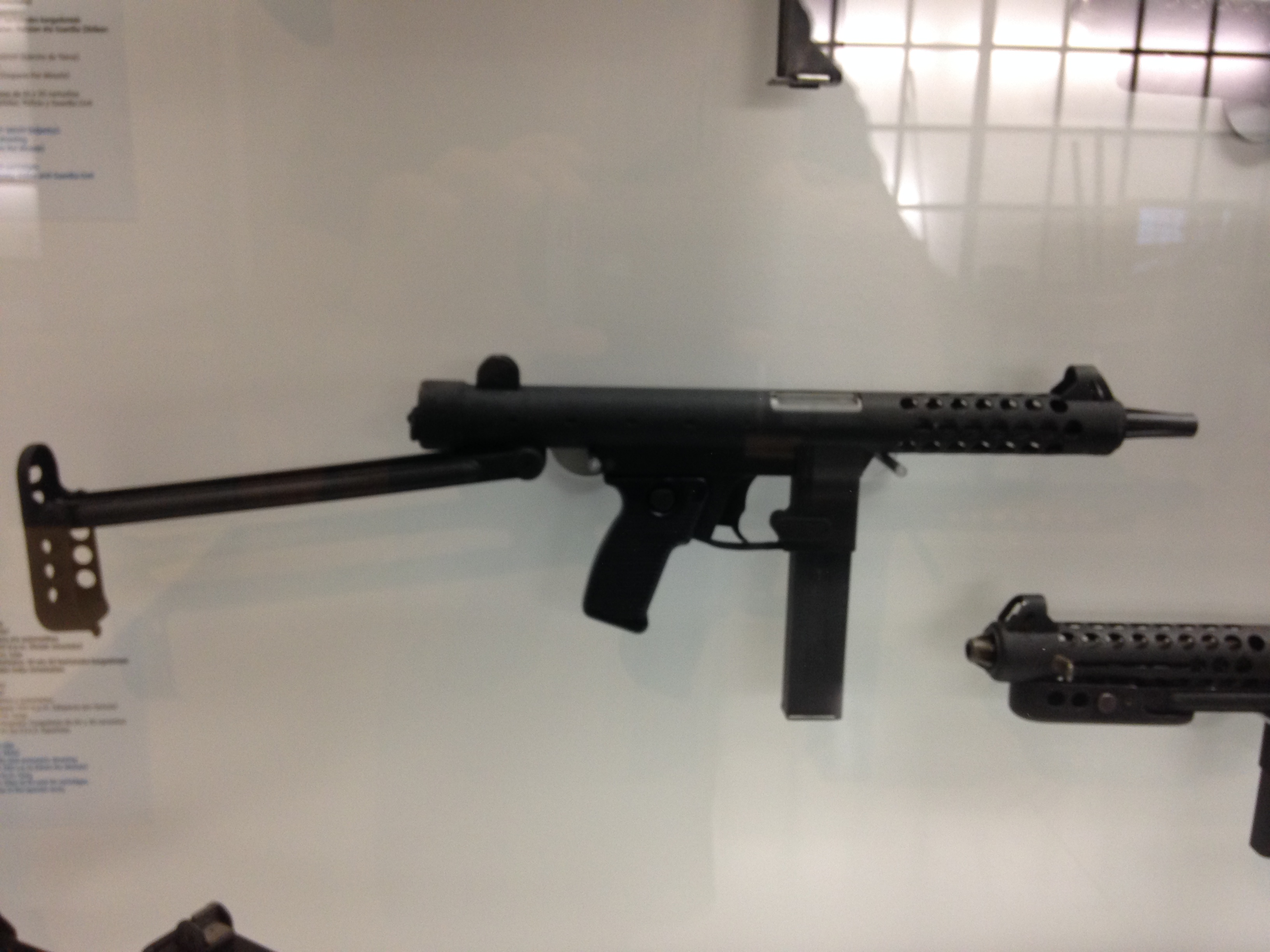
Z-62 STAR au musée d'Eibar

Les PM Star Z-62 et Star Z-63 : Entré en service en 1963, le PAM Z-62 utilise  la munition 9mm largo. Le pistolet-mitrailleur Z-63 utilise quant à lui la munition de 9mm Parabellum. Ils sont identiques, à l'exception de différences mineures dans les pièces internes, très robustes et fiables. Il possède un manchon refroidisseur et une crosse repliable. Leur ligne était futuriste. La détente faisait office de sélecteur de tir. Ils furent remplacés en 1971 par les Star Z-70/Z-70B comportant un sélecteur de tir traditionnel.

## Star Z-62
- Munition : 9 mm Largo (9x23 mm Bergmann)
- Masse à vide : 2,87 kg
- Longueur minimale/maximale: 480 / 701 mm
- Canon: 201 mm
- Cadence de tir : 550 coups par minute
- Chargeur : 20/40 cartouches

## Star Z-63
- Munition :  9 mm Parabellum
- Masse à vide : 2,69 kg
- Longueur minimale/maximale : 480 / 701 mm
- Canon : 201 mm
- Cadence de tir : 550 coups par minute
- Chargeur : 20/30 cartouches